# Jej Szerokość Afrodyta
Jej Szerokość Afrodyta (ang. Drop Dead Diva, 2009–2014) – amerykański serial komediodramat nadawany przez Lifetime od 12 lipca 2009 roku do 22 czerwca 2014. Stworzony przez Josha Bermana, a wyprodukowany przez Sony Pictures Television. W Polsce serial nadawany na kanale Polsat od 4 grudnia 2010 roku oraz od 13 listopada 2013 roku na kanale Polsat Romans.

## Fabuła
Nudna blondynka pragnąca zostać modelką Debbie „Deb” Dobkins (Brooke D’Orsay), zginęła w wypadku samochodowym. Jej dusza wstąpiła pod bramę nieba. Tam dowiedziała się od strażnika Freda (Ben Feldman), że jest egocentrycznym „zerem”, czyli osobą z identyczną liczbą dobrych uczynków oraz grzechów. Zdenerwowana, nacisnęła przycisk, który pozwolił jej wrócić na ziemię. Została przywrócona do życia, jednak w ciało niedawno zmarłej, inteligentnej pani prawnik z nadwagą, Jane Bingum (Brooke Elliott).
Debbie lekko przerażona, w swojej nowej roli zaczęła dostrzegać pozytywy. Do firmy prawniczej został zatrudniony jej pogrążony w żałobie były chłopak Grayson Kent (Jackson Hurst), a wraz z asystentką Terri (Margaret Cho) udawało jej się wygrywać sprawy sądowe. Powoli uczyła się żyć od nowa, dostrzegając, jakie błędy popełniła we wcześniejszym życiu.

## Obsada
| Kolor | Rola w serialu |
| ----- | -------------- |
|       | Główna         |
|       | Drugoplanowa   |
|       | Gościnna       |
|       | Bez występu    |

### Główna
| Aktor            | Rola                    | Sezony | Sezony | Sezony | Sezony | Sezony | Sezony |
| Aktor            | Rola                    | 1      | 2      | 3      | 4      | 5      | 6      |
| ---------------- | ----------------------- | ------ | ------ | ------ | ------ | ------ | ------ |
| Brooke Elliott   | Jane Bingum/Deb Dobkins |        |        |        |        |        |        |
| Margaret Cho     | Teri Lee                |        |        |        |        |        |        |
| April Bowlby     | Stacy Barrett           |        |        |        |        |        |        |
| Kate Levering    | Kim Kasswell            |        |        |        |        |        |        |
| Jackson Hurst    | Grayson Kent            |        |        |        |        |        |        |
| Josh Stamberg    | J. Parker               |        |        |        |        |        |        |
| Ben Feldman      | Fred                    |        |        |        |        |        |        |
| Lex Medlin       | Owen French             |        |        |        |        |        |        |
| Carter MacIntyre | Luke Daniels            |        |        |        |        |        |        |
| Justin Deeley    | Paul                    |        |        |        |        |        |        |

### Drugoplanowa
| Aktor             | Rola             | Sezony | Sezony | Sezony | Sezony | Sezony | Sezony |
| Aktor             | Rola             | 1      | 2      | 3      | 4      | 5      | 6      |
| ----------------- | ---------------- | ------ | ------ | ------ | ------ | ------ | ------ |
| Brooke D’Orsay    | Deb Dobkins      |        |        |        |        |        |        |
| Paula Abdul       | Paula Abdul      |        |        |        |        |        |        |
| Rosie O’Donnell   | Madeline Summers |        |        |        |        |        |        |
| Sharon Lawrence   | Bobbi Dobkins    |        |        |        |        |        |        |
| Faith Prince      | Elaine Bingum    |        |        |        |        |        |        |
| Jaime Ray Newman  | Vanessa Hemmings |        |        |        |        |        |        |
| Marcus Lyle Brown | Paul Saginaw     |        |        |        |        |        |        |
| Brandy Norwood    | Elisa Shayne     |        |        |        |        |        |        |
| Kim Kardashian    | Nikki LePree     |        |        |        |        |        |        |
| Natalie Hall      | Brittney         |        |        |        |        |        |        |
| Annie Ilonzeh     | Nicole           |        |        |        |        |        |        |
| Virginia Williams | Belinda Scotto   |        |        |        |        |        |        |
| Mike Faiola       | Dave             |        |        |        |        |        |        |

## Odcinki
| Sezon | Sezon | Odcinki | Oryginalna emisja | Oryginalna emisja    |
| Sezon | Sezon | Odcinki | Premiera sezonu   | Finał sezonu         |
| ----- | ----- | ------- | ----------------- | -------------------- |
|       | 1     | 13      | 12 lipca 2009     | 11 października 2009 |
|       | 2     | 13      | 6 czerwca 2010    | 29 sierpnia 2010     |
|       | 3     | 13      | 19 czerwca 2011   | 25 września2011      |
|       | 4     | 13      | 3 czerwca 2012    | 9 września 2012      |
|       | 5     | 13      | 23 czerwca 2013   | 3 listopada 2013     |
|       | 6     | 13      | 23 marca 2014     | 22 czerwca 2014      |